# Jörg Knör

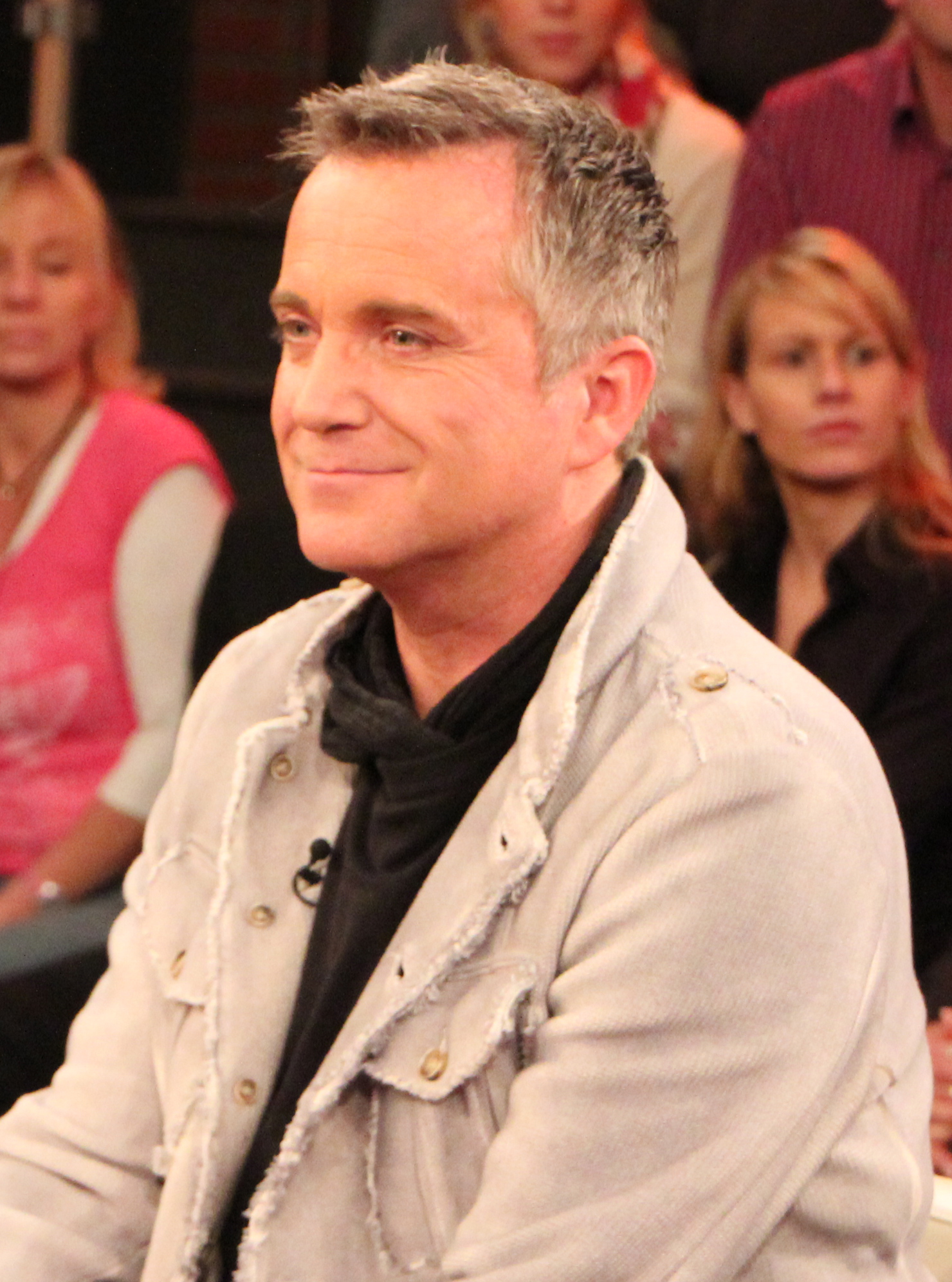
Jörg Knör (2011)

Jörg Knör (* 17. Juli 1959 in Wuppertal) ist ein deutscher Komiker und Parodist.

## Werdegang
Knör war 1975 mit 15 Jahren, zusammen mit seiner Mutter, Kandidat bei Am laufenden Band mit Rudi Carrell. 1977 führte er mit 17 Jahren als Fernsehansager durch das Vorabendprogramm des WDR. Bekannt wurde Knör unter anderem durch den ARD-Talentschuppen (1981), in dem er zusammen mit Ute Lemper in einer Sendung auftrat.  Ab 1990 moderierte er im ZDF Die Jörg Knör Show. Ab dem 25. November 2005 war er regelmäßig in der Sat.1-Show Talk im Tudio zu sehen. Dort parodierte er – in passender Verkleidung – berühmte Prominente aus der Politik. Außerdem hat er über viele Jahre hinweg Bühnenprogramme dargeboten. 
Zu seinem Stimmenrepertoire gehören unter anderem Inge Meysel, Udo Lindenberg, Helmut Kohl, Gerhard Schröder, Marcel Reich-Ranicki, Dieter Bohlen, Naddel, Karl Dall, Karl Lagerfeld, Bruce Darnell und Alfred Biolek. Jörg Knör übernahm nach Loriot sieben Jahre lang die Synchronisation der beiden Zeichentrickfiguren Wum und Wendelin in der Sendung Der Große Preis.
Im Oktober 2013 nahm Knör an Das Supertalent teil, spielte Blockflöte und imitierte Dieter Bohlen.
Anfang November 2022 wurde die Teilnahme Knörs in der 10. Staffel von Promi Big Brother bekannt. An Tag 14 wurde er von den Zuschauern aus der Show gewählt.

## Privates
Jörg Knör hat einen Zwillingsbruder und lebt in Hamburg-Eimsbüttel. Er hat aus erster Ehe zwei Kinder und aus zweiter einen Sohn. Seit 2014 ist Knör in dritter Ehe mit Kerstin Goeritz verheiratet. Knör bezeichnet Sylt als seine Zweite Heimat, hält sich und tritt oft auf der Insel auf.